# Pelates
Pelates és un gènere de peixos pertanyent a la família dels terapòntids.

## Taxonomia
- Pelates octolineatus (Jenyns 1840)[4]
- Pelates qinglanensis (Sun, 1991)[5]
- Pelates quadrilineatus (Bloch, 1790)[6]
- Pelates sexlineatus (Quoy & Gaimard, 1824)[7][8]